# Tickle Me
Tickle Me ("Hazme cosquillas") es una película de comedia musical  western estadounidense de 1965 dirigida por Norman Taurog y protagonizada por Elvis Presley como un campeón jinete de toros de rodeo y cazador de caballos salvajes.
Presley ganó un Premio Laurel de Oro en 1966 como mejor actor masculino en una película musical por su papel. Fue la única película de Presley estrenada por Allied Artists Pictures y salvó al estudio del colapso financiero y la bancarrota.  La película recaudó 5 millones de dólares en la taquilla internacional.
Presley recibió $600,000 más $150,000 en gastos y se le asignó el 50% de las ganancias. Los costos por debajo de la línea se estimaron en $399,750; superó el presupuesto en $6,650 y terminó en $406,400. Esto convirtió a Tickle Me en la película más económica de Presley hasta la fecha.
Por primera y única vez en una película de Presley, la banda sonora no incluyó material nuevo, utilizando cortes de álbumes que databan de 1960. Algunas de estas pistas fueron sobregrabadas para la película. En una ocasión se utilizó una toma diferente de ("I Feel That I've Known You Forever", que presentaba lo que parece ser una voz grabada en el estudio de sonido). En otro oportunidad, se presentó una canción sin la armonía vocal ni la lírica del lanzamiento original ("I'm Yours").
La experimentación de usar el reciclado de grabaciones antiguas para ahorrar costes no sería repetido por Presley. Sin embargo, otra canción de su banda sonora reciclada, " (Such an) Easy Question ", alcanzó el puesto número 11 en el Billboard Hot 100 y el puesto # 1 en la lista Billboard Easy Listening en julio de 1965. 
Julie Adams y Jocelyn Lane coprotagonizan la película con Presley. El guion fue escrito por Elwood Ullman y Edward Bernds, quienes ya habían escrito cortometrajes y películas de Los Tres Chiflados, así como guiones para The Bowery Boys. Aportaron a la película una considerable dosis de humor físico, gags visuales y humor absurdo, algo que no se encuentra en ninguna otra película de Presley.

## Argumento
Lonnie Beale, una estrella de rodeo desempleado con un corazón de oro, intenta llegar a fin de mes hasta que comience la temporada. Llega al pueblo ficticio del oeste, Zuni Wells, porque un amigo le dijo que Lonnie podría conseguir trabajo en un rancho, pero no lo encuentra.
Sin otra opción, Lonnie empieza a cantar en un club local, pero lo despiden tras una pelea con uno de los clientes. Vera Radford ve su actuación y le ofrece trabajo cuidando caballos en un rancho que dirige llamado Circle-Z. Sin embargo, el rancho no es lo que Lonnie esperaba; es un gimnasio llamado Yogurt Gulch, donde actrices y modelos acuden para perder peso y ponerse en forma.
Tras molestar al personal varias veces interrumpiendo las actividades con su canto, Lonnie sigue a Pam Meritt al cercano pueblo fantasma de Silverado, donde descubre que uno de sus parientes ha escondido un tesoro. Comparten allíuna visión cómica de cómo debió ser el pueblo cuando aún estaba poblado.
Hay un breve interludio que parodia las películas del Oeste en el que Lonnie se convierte en Panhandle Kid, un vaquero bebedor de leche, con Pam y el peón del rancho Stanley disfrazados como personajes en el salón.
De vuelta en el rancho, intentan secuestrar a Pam para encontrar el tesoro y quieren obtener una carta referencial que Pam posee. Lonnie la defiende y comienzan una relación sentimental, pero la situación se complica cuando Vera se lanza contra Lonnie y Pam los sorprende.
Cuando comienza la temporada de rodeo, Lonnie se va de gira. Pero como quedaron asuntos pendientes con Pam, no puede hacer bien su trabajo. Cada vez que intenta llamarla, ella le cuelga, y cuando le escribe, ella le devuelve las cartas marcadas como "Return to Sender" (un homenaje a un éxito de Presley de 1962). Finalmente, Stanley encuentra a Lonnie en la gira y lo convence de confrontar a Pam.
Cuando llegan al Circle-Z, Pam va camino a Silverado, así que la siguen. Se desata una fuerte tormenta, así que el trío pasa la noche en un hotel que parece embrujado, pues a Pam y Stanley les ocurren cosas extrañas cuando Lonnie no está. Finalmente, se revela que los fantasmas y duendes del hotel son en realidad hombres enmascarados que intentan robar el tesoro de Pam.
Los hombres son desenmascarados y se descubre el escondite del tesoro. Lonnie y Pam se casan con una gran fiesta en el Circle-Z. Stanley se enreda con la decoración de detrás de su coche. Lonnie le canta a Pam mientras conducen hacia su luna de miel, arrastrando a Stanley en una tina de metal.

## Protagonistas
| - Elvis Presley como Lonnie Beale / Panhandle Kid - Julie Adams como Vera Radford - Jocelyn Lane como Pamela Meritt - Jack Mullaney como Stanley Potter - Merry Anders como Estelle Penfield - Connie Gilchrist como Hilda - Barbara Werle como Barbara - Edward Faulkner como Brad Bentley | - Allison Hayes como Mabel - Bill Williams como el diputado Sturdivant - Red West (sin acreditar) como el novio de Mabel - Diane Bond - Francine York - Grady Sutton como el Sr. Dabney |

Recaudación
La película recaudó en el mercado doméstico (Estados Unidos y Canadá) unasumade US$ 3.400.000  mientras que en todo el mundo la cifra llegó a US$ 5.000.000.

## Premios
Presley ganó el Premio Laurel de Oro en 1966 a la mejor interpretación masculina en una película musical. En 1972 la película documental Elvis On Tour recibiría un globo de oro, siendo estos los mayores reconocimientos para Elvis dentro de la industria del séptimo arte.

## Recepción
La película se convirtió en un éxito de taquilla para el momento y se convirtió en la película más exitosa de Allied Artists a la que logró salvar de la quiebra. Variety señaló que el guion era "poco convincente", pero permitió a Presley "interpretar nueve temas de álbumes anteriores con buenos resultados".
En el sitio especializado IMDb la película obtuvo una puntuación media de 5.8 estrellas entre 10. Rotten Tomatoes le dio una puntuación similar con un 59 % de aprobación.

## En la cultura popular
La película había sido titulada al comienzo como "Isle of Paradise" (Isla del Paraíso).
Si bien la película transcurre geográficamente en un lugar ficticio, el nombre del pueblo del oeste llamado Silverado puede aludir al Cañón de Silverado, ubicado en la montaña Santa Ana en Orange, California. 
La canción Return to Sender  constituyó un gran éxito de Elvis Presley que se incluyó en la banda sonora de la película Girls! Girls! Girls!,
Dos años después de que Elvis filmase la película Rickle Me donde se hace referencia a un rancho llamado Circle-Z, en 1967 Elvis adquirió por la suma de US$ 437.000 un rancho de 231 acres en el estado de Misisipi al que llamó curiosamente bajo el nombre de Circle G el  cual es mencionado en el libro autobiográfico de Priscilla Beaulieu Elvis y yo.